# Crossandra rupestris
Crossandra rupestris är en akantusväxtart som beskrevs av Raymond Benoist. Crossandra rupestris ingår i släktet Crossandra och familjen akantusväxter. Inga underarter finns listade i Catalogue of Life.